# Oktalyzer
Der Oktalyzer ist ein von Armin Sander entwickelter Tracker für den Commodore-Amiga-Computer. Er zeichnete sich dadurch aus, dass der durch Mischen der vier Soundkanäle des Amiga acht virtuelle Soundkanäle emulieren konnte.
Der Tracker war nicht so bequem zu bedienen wie andere Tracker, hatte aber einen etwas besseren Klang als der OctaMED zur gleichen Zeit. Die Halbierung der Abspielfrequenz führt dabei zu einem hörbaren Qualitätsverlust, vor allem bei hochfrequenten Samples wie zum Beispiel bei Hi-Hats. Das Problem der Beschränkung auf vier Soundkanäle beim Amiga wurde später allerdings durch die Musiker eher durch das Mischen von vorgefertigten Trackspuren in ein separates Sample gelöst. Das erhöhte zwar den Speicherbedarf, aber auch die Abspielqualität. Chris Korte unterstützte Armin Sander und half bei der Gestaltung der Benutzeroberfläche und komponierte die Demo Lieder der ersten Version des Tools.